# South Bradon
South Bradon var en civil parish fram till 1885 då den blev en del av Puckington, Isle Brewers och Kingsbury Episcopi, i grevskapet Somerset, i England. Civil parish var belägen 15 km från Taunton och hade 25 invånare år 1881.